# Stob Diamh
Stob Diamh är ett berg i Storbritannien.   Det ligger i kommunen Argyll and Bute och riksdelen Skottland, i den nordvästra delen av landet, 600 km nordväst om huvudstaden London. Toppen på Stob Diamh är 998 meter över havet, eller 153 meter över den omgivande terrängen. Bredden vid basen är 2,0 km.
Terrängen runt Stob Diamh är huvudsakligen kuperad, men västerut är den bergig.Runt Stob Diamh är det mycket glesbefolkat, med 2 invånare per kvadratkilometer. Närmaste större samhälle är Taynuilt, 9,1 km väster om Stob Diamh. I omgivningarna runt Stob Diamh växer i huvudsak blandskog.